# Holmwood Island
Holmwood Island ist eine Insel im Lake Manapouri, der Region Southland, im Süden der Südinsel von Neuseeland.

## Geographie
Holmwood Island befindet sich im mittleren östlichen Teil des Lake Manapouri rund 2,0 km vom nördlichen und rund 2,2 km vom südlichen Ufer des Sees entfernt. Die Insel besitzt eine Länge von rund 740 m in Ost-West-Richtung und eine maximale Breite von rund 415 m in Nord-Süd-Richtung. Bei einer Seehöhe von 178 m ragt die Insel bis zu 51 m aus dem See heraus. Holmwood Island umfasst eine Fläche von insgesamt 16,2 Hektar.
Rund 2,95 km westnordwestlich befindet sich mit Pomona Island die größte Insel im See. In nordnordwestliche bis nordnordöstliche Richtungen sind die Inseln Isolde Island, Rona Island und Buncrana Island zu finden und in südliche bis südsüdöstliche Richtung neben ein paar kleinere Inseln Mahara Island und Belle Vue Island.
Die Insel ist gänzlich bewaldet.